# Nervilia peltata
Nervilia peltata är en orkidéart som beskrevs av Bruce Gray och David Lloyd Jones. Nervilia peltata ingår i släktet Nervilia och familjen orkidéer.
Artens utbredningsområde är Queensland. Inga underarter finns listade i Catalogue of Life.